# ويلهلم هيل
ويلهلم هيل (بالألمانية: Wilhelm Hill)‏ هو ملحن وعازف بيانو ألماني، ولد في 28 مارس 1838، وتوفي في 6 يونيو 1902.

## وصلات خارجية
- ويلهلم هيل على موقع ميوزك برينز (الإنجليزية)